# گوستالا
گوستالا (به لاتین: Gostala) یک منطقهٔ مسکونی در روسیه است که در شهرستان کازبکوفسکی واقع شده‌است.